# Natação nos Jogos Pan-Americanos de 1999 - 100 m costas feminino
O evento dos 100 m costas feminino nos Jogos Pan-Americanos de 1999 foi realizado em Winnipeg, Canadá, em 4 de agosto de 1999. A última campeã dos Jogos Pan-Americanos foi  Barbara Bedford, dos Estados Unidos.
Essa corrida consistiu em duas voltas em nado costas em piscina olímpica.

## Resultados
Todos os tempos estão em minutos e segundos.
| CHAVE: | q | Mais rápidos não-classificados | Q | Classificados | GR | Recorde dos jogos | NR | Recorde nacional | PB | Melhor marca pessoal | SB | Melhor marca na temporada |

### Eliminatórias
A primeira fase foi realizada em 4 de agosto.
| Posição | Nome          | Nação              | Tempo   | Notas |
| ------- | ------------- | ------------------ | ------- | ----- |
| 1       | Denali Knapp  | USA Estados Unidos | 1:02.78 | Q     |
| 2       | -             | -                  | -       | Q     |
| 3       | -             | -                  | -       | Q     |
| 4       | Beth Botsford | USA Estados Unidos | 1:03.43 | Q     |
| 5       | -             | -                  | -       | Q     |
| 6       | -             | -                  | -       | Q     |
| 7       | -             | -                  | -       | Q     |
| 8       | -             | -                  | -       | Q     |

### Final B
A final B foi realizada em 4 de agosto.
| Posição | Nome           | Nação                        | Tempo   | Notas |
| ------- | -------------- | ---------------------------- | ------- | ----- |
| 9       | Andrea Prono   | PAR Paraguai                 | 1:09.44 |       |
| 10      | Valeria Silva  | PER Peru                     | 1:09.80 |       |
| 11      | Perla Martinez | HON Honduras                 | 1:10.21 |       |
| 12      | Ashley Allaire | ISV Ilhas Virgens Americanas | 1:11.67 |       |

### Final A
A final A foi realizada em 4 de agosto.
| Posição           | Nome               | Nação              | Tempo   | Notas |
| ----------------- | ------------------ | ------------------ | ------- | ----- |
| Medalha de ouro   | Kelly Stefanyshyn  | CAN Canadá         | 1:02.14 |       |
| Medalha de prata  | Denali Knapp       | USA Estados Unidos | 1:02.45 |       |
| Medalha de bronze | Beth Botsford      | USA Estados Unidos | 1:02.48 |       |
| 4                 | Erin Gammel        | CAN Canadá         | 1:02.91 |       |
| 5                 | Fabíola Molina     | BRA Brasil         | 1:03.57 |       |
| 6                 | Ana María González | CUB Cuba           | 1:03.83 |       |
| 7                 | Cristiane Nakama   | BRA Brasil         | 1:05.25 |       |
| 8                 | Florencia Szigeti  | ARG Argentina      | 1:07.88 |       |